# SM the Ballad Vol. 2 – Breath
SM the Ballad Vol. 2 – Breath là mini album thứ hai của nhóm nhạc Hàn Quốc SM the Ballad. EP được phát hành vào ngày 13 tháng 2 năm 2014, với ca khúc chủ đề là "Breath".

## Lịch sử
Vào ngày 3 tháng 2 năm 2014, đại diện của SM Entertainment đã thông báo với My Daily rằng: "SM The Ballad đang có kế hoạch trở lại vào tháng 2 này. Họ hiện đang ở giai đoạn cuối của khâu chuẩn bị." SM The Ballad là một nhóm nhạc dự án và không có thành viên cố định mà thay vào đó thành viên của nhóm sẽ thay đổi liên tục và là các giọng ca chính của những nhóm nhạc, cũng như các ca sĩ thể hiện tốt thể loại ballad thuộc công ty SM. Đại diện của SM còn nói thêm: "Các thành viên trong mini album vol. 1 sẽ không có trong nhóm ở mini album sắp tới, và thay vào đó là Changmin của TVXQ, Yesung của Super Junior, Taeyeon của Girls' Generation, Jonghyun của SHINee, Krystal của f(x), Chen của EXO, Zhou Mi của Super Junior-M và Zhang Liyin sẽ tham gia."
Album bao gồm tổng cộng sáu bài hát xoay quanh chủ đề một cuộc chia tay. Hai trong số các bài hát cũng sẽ có ba phiên bản, bao gồm tiếng Hàn, tiếng Nhật và tiếng Trung. Phiên bản tiếng Hàn của "Breath" là do Taeyeon và Jonghyun trình bày, trong khi phiên bản tiếng Trung do Chen và Zhang Li Yin, và phiên bản tiếng Nhật là của Changmin và Krystal. Phiên bản tiếng Hàn và tiếng Nhật của "I Was Greedy" ("Blind") được hát bởi Yesung đã được thu âm trước khi anh nhập ngũ, và phiên bản tiếng Trung do Zhou Mi trình bày.
SM Entertainment đã thông báo rằng việc ra mắt sẽ bắt đầu vào ngày 10 tháng 2 cùng với bản song ca của Taeyeon và Jonghyun, "Breath" (phiên bản tiếng Hàn); ngày 11 tháng 2 là Jonghyun và bản song ca cùng Chen, "A Day Without You"; ngày tiếp theo là đơn ca của Taeyeon, "Set Me Free"; ngày 13 tháng 2 sẽ ra mắt bài hát đơn ca của Yesung, "Blind" (phiên bản tiếng Hàn và tiếng Nhật) cũng như phiên bản tiếng Trung của Zhou Mi, Chen và bản song ca cùng Krystal - "When I Was... When U Were..." - và không thể thiếu phiên bản tiếng Trung (Chen và Zhang Li Yin) cũng như tiếng Nhật (Changmin và Krystal) của "Breath".
Mini album đầy đủ sẽ chính thức được phát hành vào ngày 13 tháng 2 năm 2014.

## Quảng bá
Taeyeon và Jonghyun sẽ biểu diễn "Breath" lần đầu tiên trên M! Countdown vào ngày 13 tháng 2. Trong khi đó, Chen và Zhang Li Yin cũng sẽ trình diễn phiên bản tiếng Trung của "Breath" trong chương trình 'Element of Joy' của đài Hồ Nam vào ngày Valentine, lúc 20 giờ.
Bài hát cũng sẽ được biểu diễn trên chương trình Music Bank của đài KBS, cũng như  Music Core và Inkigayo vào tháng 2.

## Danh sách bài hát
| Danh sách bài hát chính thức | Danh sách bài hát chính thức                          | Danh sách bài hát chính thức | Danh sách bài hát chính thức |
| STT                          | Nhan đề                                               | Nghệ sĩ                      | Thời lượng                   |
| ---------------------------- | ----------------------------------------------------- | ---------------------------- | ---------------------------- |
| 1.                           | "Dear" (Giới thiệu)                                   |                              | 1:01                         |
| 2.                           | "숨소리 (Breath)"                                     | Taeyeon & Jonghyun           | 4:37                         |
| 3.                           | "내 욕심이 많았다 (Blind)"                            | Yesung                       | 3:56                         |
| 4.                           | "Set Me Free"                                         | Taeyeon                      | 4:21                         |
| 5.                           | "하루 (A Day Without You)"                            | Jonghyun & Chen              | 3:36                         |
| 6.                           | "좋았던 건, 아팠던 건 (When I Was... When U Were...)" | Krystal & Chen               | 3:54                         |
| 7.                           | "僕のせいだよ (Blind)" (phiên bản tiếng Nhật)         | Yesung                       | 3:52                         |
| 8.                           | "太贪心 (Blind)" (phiên bản tiếng Trung)              | Zhou Mi                      | 3:56                         |
| 9.                           | "Breath" (phiên bản tiếng Trung)                      | Zhang Li Yin & Chen          | 4:37                         |
| 10.                          | "Breath" (phiên bản tiếng Nhật)                       | Krystal & Changmin           | 4:30                         |

## Bảng xếp hạng
| Bài hát (đĩa đơn)              | Vị trí cao nhất | Vị trí cao nhất         |
| Bài hát (đĩa đơn)              | HÀN             | MỸ                      |
| Bài hát (đĩa đơn)              | Gaon            | Billboard K-pop Hot 100 |
| ------------------------------ | --------------- | ----------------------- |
| "Breath"                       | 3               | 6                       |
| "Blind"                        | 56              | —                       |
| "Set Me Free"                  | 18              | —                       |
| "A Day Without You"            | 8               | —                       |
| "When I Was... When U Were..." | 31              | —                       |

| Bảng xếp hạng   | Vị trí cao nhất |
| --------------- | --------------- |
| Gaon hàng tuần  | 1               |
| Gaon hàng tháng | 5               |
| Gaon hàng năm   |                 |

| Bảng xếp hạng (2014)   | Doanh số |
| ---------------------- | -------- |
| Gaon (Phiên bản Hàn)   | 41,506   |
| Gaon (Phiên bản Trung) | 21,716   |

## Thành viên và chức vụ
- Changmin - hát chính
- Yesung - hát chính
- Zhang Liyin - hát chính
- Taeyeon - hát chính
- Zhou Mi - hát chính
- Jonghyun - hát chính
- Krystal - hát chính
- Chen - hát chính